# Saint-Julien-le-Petit
Saint-Julien-le-Petit ist eine Gemeinde in Frankreich. Sie gehört zur Region Nouvelle-Aquitaine, zum Département Haute-Vienne, zum Arrondissement Limoges und zum Kanton Eymoutiers. Sie grenzt im Norden an Saint-Moreil, im Nordosten an Saint-Junien-la-Bregère, im Osten an Peyrat-le-Château, im Süden an Augne und im Westen an Bujaleuf und Cheissoux. Die Maulde kommt von Peyrat-le-Château und verlässt in Saint-Julien-le-Petit einen Stausee.

## Bevölkerungsentwicklung
| Jahr      | 1962 | 1968 | 1975 | 1982 | 1990 | 1999 | 2008 | 2013 |
| --------- | ---- | ---- | ---- | ---- | ---- | ---- | ---- | ---- |
| Einwohner | 552  | 457  | 393  | 338  | 289  | 276  | 303  | 294  |

## Sehenswürdigkeiten

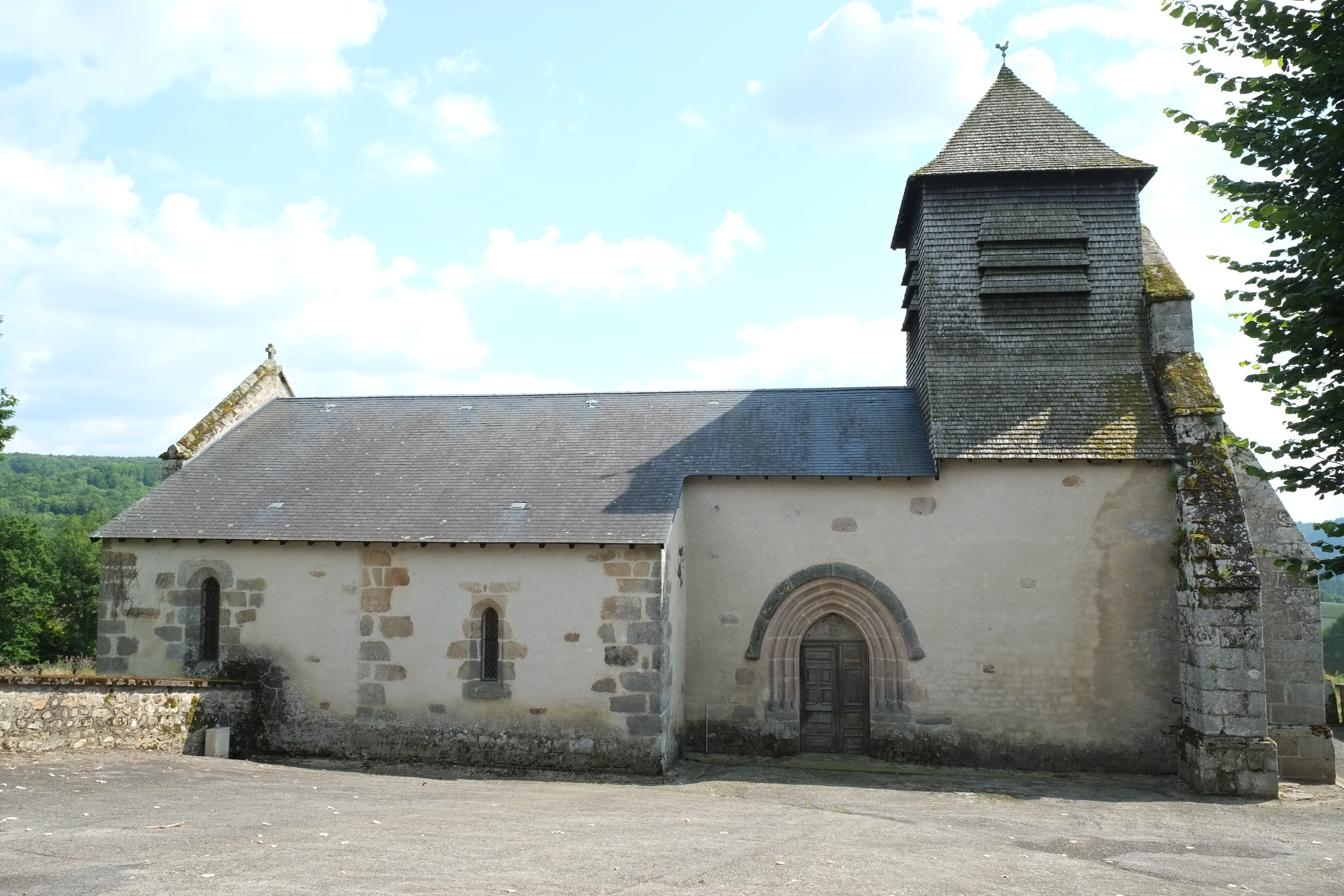
Kirche Saint-Julien de Brioude

- Kirche Saint-Julien de Brioude